# David Pendleton Oakerhater

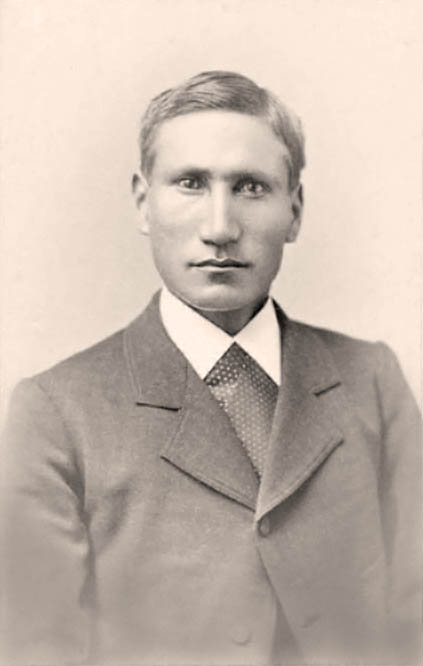
Oakerhater oder O-kuh-ha-tuh (Sonnentänzer), 1881

David Pendleton Oakerhater, ursprünglich Okuhhatuh (Sonnentänzer auf Cheyenne) und Making Medicine (Name in der Gefangenschaft), (* um 1847 in Durwood; † 31. August 1931) war ein Cheyenne-Krieger und spiritueller Führer. Es wird vermutet, dass Oakerhater der jüngste Mann war, der das Sonnentanz-Ritual ausführte.
Nach seiner Gefangennahme im Jahr 1875 im Red-River-Krieg und seiner Inhaftierung im Fort Marion (heute: Castillo de San Marcos), Florida, wurde Oakerhater einer der Begründer der modernen, grafischen indianischen Kunst. Nach seiner Freilassung und kirchlichen Ausbildung arbeitete er als Missionar in Oklahoma. 1985 wurde er von der anglikanischen Kirchengemeinschaft der Vereinigten Staaten heiliggesprochen und war damit der erste Indianer-Heilige.

## Kindheit und Jugend
Okuhhatuh wurde um 1847 in der Cheyenne-Reservation im Indianer-Territorium im heutigen West-Oklahoma geboren. Sein Vater war Sleeping Wolf und seine Mutter Wah Nach. Er war der zweite von drei Brüdern. Zu dieser Zeit wurde er Noksowist (Bear Going Straight) genannt und wurde nach den Traditionen der Cheyenne erzogen. Sein älterer Bruder war Little Medicine und sein jüngerer Bruder war Wolf Tongue.
Mit 14 Jahren war er zum ersten Mal auf dem Kriegspfad. Es handelte sich um einen Überfall auf den Stamm der Otoe und der Missouri. Zu dem Zeitpunkt, an dem ein Cheyenne Junge zum ersten Mal an einem Krieg teilnahm, musste er auch einem von sechs Männerbünden beitreten. Okuhhatuh entschied sich für die Himátanóhîs (= Bowstring Men). Die Kriegerbünde unterschieden sich vor allem durch Äußerlichkeiten wie Kleidung, Tänze und Gesänge, dennoch galten die Himátanóhîs als die progressivsten und agilsten. Es war auch die Kriegergemeinschaft, die den letzten Widerstand der Cheyenne gegen die europäischen Siedler organisierte.
Es ist nicht genau bekannt, an welchen Kriegen Okuhhatuh teilnahm, weil die Cheyenne darüber keine schriftlichen Aufzeichnungen führten. Es kam schließlich zu Kampfhandlungen gegen militärische Verbände der Vereinigten Staaten. Zunächst war Okuhhatuh an der zweiten Schlacht von Adobe Walls beteiligt, in der 300 Indianerkrieger verschiedener Völker engagiert waren. Ursache für den Feldzug waren europäische Siedler, die Büffel jagten, Vieh grasen ließen und Pferde stahlen. Dafür griffen die Indianer eine kleine Siedlung an, die die Wilderer als Handelsplatz nutzten. Die Schlacht, die vom Comanche-Führer Isa-tai und Häuptling Quanah Parker angeführt wurde, veranlasste die Regierung der Vereinigten Staaten im Red-River-Krieg von 1874 bis 1875 zurückzuschlagen. Es wird vermutet, dass Oakerhater in der Schlacht am Washita und am Sand-Creek-Massaker beteiligt gewesen sein könnte.
Okuhhatuh heiratete 1872 Nomee (Thunder Woman) nach den traditionellen Cheyenne-Hochzeitsbräuchen. Etwas später heiratete er, das Datum ist nicht bekannt, noch eine zweite Frau Nanessan (Taking Off Dress), was bei den Cheyenne nicht ungewöhnlich war. 1878 ließ er sich von Nanessan wieder scheiden. Die Tochter, die sie zusammen hatten, war bereits gestorben. Nomee hatte Okuhhatuh drei Töchter geboren, die alle 1880 starben, und einen Sohn, der 1881 starb. Nomee selbst starb 1880, einige Monate nachdem Okuhhatuh von Fort Marion freigelassen worden war. Zuvor war sie noch zum anglikanischen Glauben konvertiert und getauft worden.

## In Gefangenschaft

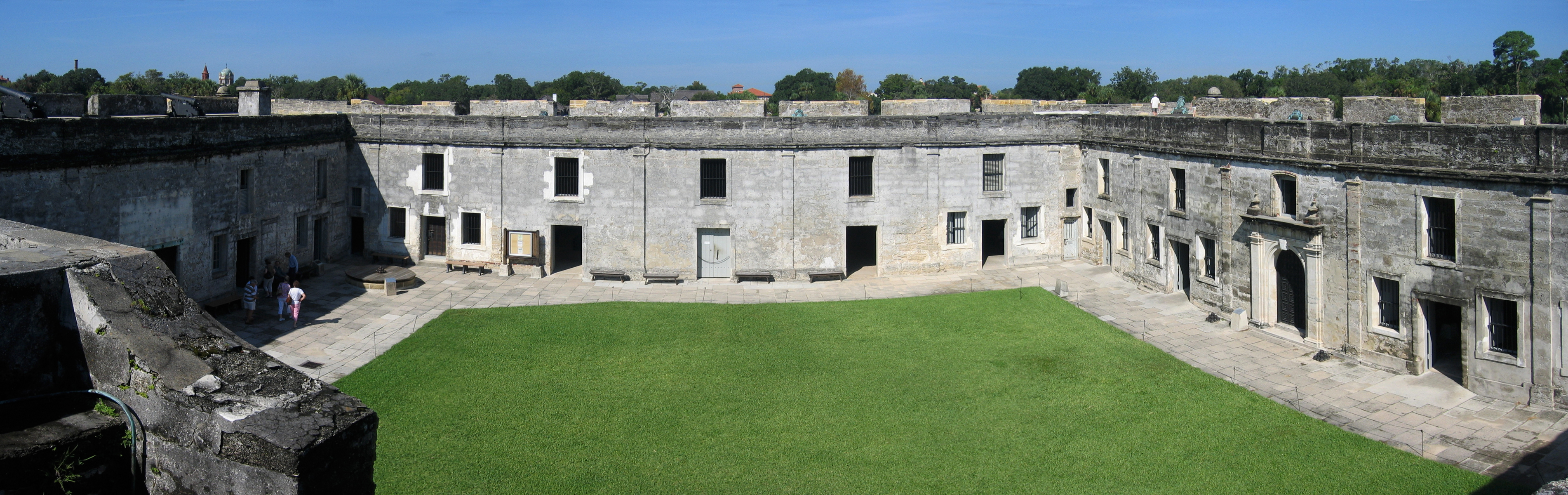
Fort Marion (Castillo de San Marcos)

On the War Path, David Pendleton Oakerhater

Young Cheyennes, David Pendleton Oakerhater

Im Red-River-Krieg von 1874 und 1875, wurden die letzten Indianer-Krieger im Indianer-Territorium in einer Serie von unerbittlichen Scharmützeln unterworfen. Die Krieger, einschließlich Okuhhatuh, ergaben sich 1875 im Fort Sill in der Nähe vom heutigen Lawton (Oklahoma). Ohne Gerichtsverhandlung wurde eine Gruppe von Rädelsführern ausgewählt, um in ein Gefängnis nach Florida, Fort Marion, gebracht zu werden.
Die US-Army beauftragte Lieutenant (später Captain) Richard Henry Pratt damit, die Gefangenen in ein altes spanisches Fort Castillo de San Marcos (Fort Marion), in der Nähe von St. Augustine, zu bringen. Sie wurden mit Pferdefuhrwerken, Zügen sowie Dampfern transportiert und mussten gefesselt lange Strecken zu Fuß gehen. Ursprünglich glaubten viele der gefangenen Krieger, dass sie hingerichtet würden. Schließlich entschieden sich zwei für den Freitod, einer wurde bei einem Fluchtversuch erschossen und ein anderer starb an Lungenentzündung.
Captain Pratt war davon überzeugt, dass die Ureinwohner Amerikas Unterstützung und Respekt verdienten und als vollwertige Mitglieder in die von europäischen Siedlern geschaffenen Gesellschaftsstrukturen integriert werden könnten. Er dachte, dass sie den Weg ihrer Tradition verlassen und die vorherrschende Kultur der europäischen Einwanderer übernehmen müssten. Das bedeutete für ihn: Englisch, Arbeit, Christentum, die Fähigkeit zu lesen, Erziehung und so weiter. Die Praxis der zwangsweisen Assimilation, heute als „kultureller Genozid“ kritisiert, galt damals als fortschrittlich. Viele sahen damals die indianischen Völker als Feinde und Mörder an, die inhaftiert oder getötet werden müssten. Der Vorgesetzte von Pratt, General Philip Sheridan, lehnte die Ansichten von Pratt als „indianisches Geschwätz“ (Indian twaddle) ab.
Die Bedingungen der Gefangenschaft waren im alten Fort ursprünglich sehr bescheiden: Die Gefangenen mussten beispielsweise am Boden der Zellen schlafen. Einige starben schon in den ersten Wochen ihrer Gefangenschaft. Pratt verbesserte die Bedingungen jedoch schnell, sie erhielten Armee-Uniformen, bekamen die Fußfesseln wieder abgenommen, durften eine neue Wohnbaracke bauen und bekamen Betten. Später, als das Vertrauen auf beiden Seiten wuchs, überzeugte Pratt seine Vorgesetzten, dass die Gefangenen nichtfunktionierende Gewehre tragen und Wachdienst verrichten durften. Sie erhielten die Erlaubnis Sea-Beans zu sammeln sowie andere Gegenstände wie Zeichnungen an Touristen zu verkaufen. An Sonntagen durften sie das Fort verlassen, um die Kirche zu besuchen und auf Anastasia Island zu campen.
Captain Pratt machte schließlich Oakerhater zum Ersten Sergeant der Gefangenen. Er musste das Exerzieren am Morgen organisieren, die Einhaltung von Hygiene- und Bekleidungsvorschriften sicherstellen und die Gefangenen in Abwesenheit von Pratt überwachen. Der Captain und seine Frau arrangierten die Unterrichtung der Gefangenen durch Lehrer, die in Florida Urlaub machten. Dazu gehörten beispielsweise Englisch-Unterricht sowie die Ausbildung in Schreinerarbeiten. Sie erlaubten den Indianern Schein-Büffel-Jagden durchzuführen.
Die Gefangenen unterrichteten im Gegenzug Touristen und Einheimische im Bogenschießen. Sie beschäftigten sich mit Kunsthandwerk sowie Grafik und verkauften ihre Endprodukte. Die Gefangenen entwickelten zunehmend Stolz auf ihre Arbeiten und auf ihre militärische Disziplin. Sie hatten Freude daran zu demonstrieren, dass sie in der Lage waren kulturelle und militärische Praktiken des „weißen Amerika“ zu beherrschen. Es brauchte längere Zeit um andere kulturelle Barrieren zu überwinden, wie beispielsweise das Unbehagen von Frauen unterrichtet zu werden. Schon im ersten Sommer arrangierte Pratt den Besuch der Familien der Gefangenen aus dem Indianer-Territorium. Innerhalb von zwei Jahren nach der Ankunft im Fort Marion, hatte Oakerhater bereits sehr gute englische Sprachkenntnisse und schrieb regelmäßig Briefe an Einheimische, mit denen er sich angefreundet hatte. In diesem Jahr wurden 19 Gefangene freigelassen, im Austausch mit der Zusage, dass sie Programme für ihre Aus- und Weiterbildung an der Ostküste akzeptierten.

### Ledger Art
Captain Pratt hatte unter anderem die Idee, die Gefangenen künstlerisch zu erziehen. Die meisten Bilder wurden mit Bleistiften in banalen Kontobüchern (Ledger Books) gezeichnet, deshalb wird diese Kunstrichtung Ledger Art genannt. Typische Themen dieser Grafiken waren Stammestänze, Jagd, Werbung um Frauen, Selbstporträts etc. aus der Zeit vor der Gefangennahme sowie Erlebnisse im Fort. Bilder dieser Art waren bei den Touristen sehr begehrt. Durch seine künstlerische Begabung machte Oakerhater Mrs. Alice Key Pendleton auf sich aufmerksam, deren Tochter er eines seiner Zeichenbücher geschenkt hatte.
Oakerhater war der erste und der produktivste Künstler unter den gefangenen Cheyenne-Kriegern. Trotz scheinbarer Naivität wurden die Zeichnungen von Oakerhater von Kunstkritikern in Bezug auf Komposition und Inhalt als feinsinnig und niveauvoll eingestuft. Es sind heute wertvolle Sammlerstücke. Er signierte seine Werke oft mit Making Medicine, einem Namen den ihm das militärische Wachpersonal gegeben hatte, was eine nicht-wörtliche Übersetzung seines Cheyenne Namens Okuhhatuh (eigentlich Sonnentänzer) bedeutete.  Andere Male signierte er mit einer Glyphe eines Tänzers in einer Sonnentanz-Hütte.  Die Smithsonian Institution hat eine Sammlung der Fort Marion Künstler online.

## Anglikanische Kirchengemeinschaft

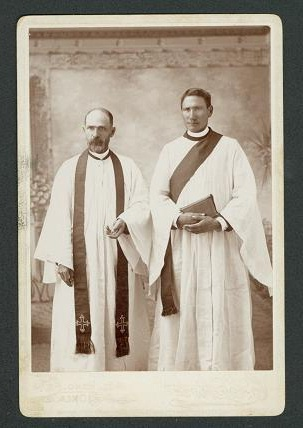
Oakerhater (rechts) als Missionar in Oklahoma

Indianische Schülerinnen der Carlisle Indian Industrial School

Im Jahre 1877 begann eine Diakonisse der Episkopal-Kirche, Mary Douglas Burnham, die Gefangenen, einschließlich Oakerhater, zu unterstützen. Sie wurden als Kirchendiener beschäftigt und erhielten Unterricht. Im April 1878 wurden alle Gefangenen freigelassen. Burnham arrangierte die erforderliche Unterstützung von Alice Key Pendleton und ihrem Ehemann, einem Senator von Ohio, um Oakerhater und seine Frau Nomee, nach Paris (New York) in die St. Pauls Kathedrale zu bringen. Begleitet wurden sie von drei anderen Exgefangenen, die alle unterschiedliche Sponsoren hatten.
Der Priester der Kirche, Reverend J. B. Wicks, kümmerte sich um die Weiterbildung von Oakerhater und nahm ihn in seine Familie auf. Oakerhater und seine Kameraden von Fort Marion wurden in der Stadt sehr bekannt. Sie verkauften selbstgemachte Bogen und Kunsthandwerk. Innerhalb von sechs Monaten stimmte Oakerhater seiner Taufe zu und wurde kurze Zeit später gefirmt. Er nahm den christlichen Vornamen David an und als Familiennamen Pendleton zu Ehren seiner Sponsorenfamilie.
Durch seine Erfolge mit seinen Gefangenen ermutigt, gelang es Captain Pratt, die Regierung zur Eröffnung von Schulen für indianische Kinder zu bewegen. Senator Pendleton brachte eine Gesetzesvorlage durch den Congress, die 1879 die Gründung der ersten Schule in den Carlisle Barracks in Pennsylvania ermöglichte. Sie erhielt den Namen Carlisle Indian Industrial School.
Im Juli 1880 starb Nomee bei der Geburt eines Kindes. Im darauf folgenden Jahr starb Oakerhaters Sohn Pawwahnee. Beide wurden im Friedhof von Paris, New York, beigesetzt. Im Juli 1881 wurde Oakerhater zum Diakon geweiht.

### Missionar
Nachdem Oakerhater Diakon geworden war, sandte Pratt ihn in das Dakota-Territorium um Studenten für Carlisle anzuwerben, wo Pratt Superintendent war.
Mit Reverend Wicks fuhr er zur Darlington Agency, in der Nähe vom heutigen El Reno. Oakerhater nutzte seine Beziehungen und seinen Einfluss, um Cheyenne für die Episkopal-Kirche zu gewinnen. Er blieb in der Region und reiste zur Anadarko Agency (in der Nähe vom heutigen Anadarko), um die Sonntagsmessen zu lesen und um sich während der Wochentage um kranke Mitglieder verschiedener Gesellschaften zu kümmern.
1882 heiratete Oakerhater Nahepo (Smoking Woman), die den englischen Namen Susie Pendleton annahm. Sie hatten zusammen zwei Kinder, die beide jung starben. Nahepo starb 1890, im Alter von 23 Jahren.
1887 begann Oakerhater mit der Arbeit in der neugebauten Mission in Bridgeport, Oklahoma, und 1889 in der Whirlwind Mission in der Nähe von Fay, Oklahoma, 17 Meilen westlich von Watonga, Oklahoma. Die Mission, 1887 errichtet, war auf dem Land von Häuptling Whirlwind, einem der Verhandlungsführer des Vertrages von Medicine Lodge, das er aufgrund des Dawes Acts erhalten hatte.  Wie an anderen Whirlwind-Schulen in den Vereinigten Staaten, litten viele Schüler an großer Armut, Unterernährung und den damit verbundenen Krankheiten. Viele hatten Trachome und Konjunktivitis. Die Schüler stammten aus Familien, die durch Kolonialismus, Krieg, Vertreibung, die Zerstückelung von Stammesland und die fortwährende Ausbeutung zerrüttet waren. Die entwurzelten Familien campierten oft in der Nähe der Schule, um bei ihren Kindern zu sein und sie zu beschützen. Oakerhaters Schule und Mission standen unter dem Druck der Einheimischen, die dadurch die Ausbeutung der Indianer erschwert sahen und unter dem Druck von Behörden, die die ärmlichen Bedingungen an der Schule beklagten.
1918 ging Oakerhater in Pension, setzte jedoch seine Predigertätigkeit fort und war unter den Indianern als Häuptling und Heiliger Mann angesehen.  Für kurze Zeit zog er nach Clinton, Oklahoma, und später nach Watonga, Oklahoma, wo er bis zu seinem Tod im Jahr 1931 lebte.

### Heiliger
Nach dem Tod von Oakerhater wurde die Missionstätigkeit der Episkopal-Kirche in Watonga für mehr als 30 Jahre praktisch eingestellt. In den frühen 1960er Jahren wurde die Missionstätigkeit wieder aufgenommen und viele Indianer, die sich noch an Oakerhater erinnern konnten, halfen mit, die alte Mission wieder zu beleben.
1985 sprach die Episkopal-Kirche Oakerhater heilig, zum Teil dank der jahrelangen Forschungstätigkeit von Lois Carter Clark, ein Muscogee Creek Wissenschaftler. Am 1. September 1986, wurde die erste Feier zu Ehren Oakerhaters in der Washington National Cathedral in Washington, D.C. abgehalten, mit seinen Nachfahren und mit Indianer-Delegationen von Oklahoma. Im Jahr 2000 widmete die Saint George Church von Dayton (Ohio) ein großes farbiges Kirchenfenster in der Kapelle, das Oakerhater darstellt sowie ein kleineres Fenster mit seiner Glyphen-Signatur.
Die St. Pauls Kathedrale in Oklahoma City widmete Oakerhater eine Kapelle. Die Kongregation von St. Paul beauftragte den Tlingit Glas-Künstler, Preston Singletary, ein farbiges Kirchenfenster zu gestalten, das die Glyphen-Signatur von Oakerhater enthielte. Schließlich wurde damit ein Kirchenfenster ersetzt, das 1995 im Bombenanschlag in Oklahoma City zerstört worden war. Die Oakerhater Gilde von St. Paul wurde in Partnerschaft mit der Whirlwind-Mission gegründet und organisiert Indianer-Tanzveranstaltungen, -Sozialarbeit und eine Bibelschule für Kinder in Watonga.
2003 bekam die Whirlwind Church in Watonga ihren neuen Sitz, wo das Oakerhater Episcopal Center im September 2007 eingerichtet wurde.  Das Gebäude wird für Powwows genutzt, eine Schwitzhütte, Unterricht und eine jährliche Cherokee Tanzvorführung zu Ehren von Oakerhater.